# Pokus trestného činu
Pokus trestného činu je takové jednání, které bezprostředně směřuje k dokonání trestného činu a jehož se pachatel dopustil v úmyslu trestný čin spáchat, jestliže k dokonání trestného činu nedošlo.
Jedná se o vývojové stádium trestného činu navazující na přípravu. Pokus trestného činu zakládá trestní odpovědnost dle trestní sazby stanovené za dokonaný trestný čin.